# Gurec
Gurec (en serbe cyrillique : Гурец; en albanais : Gurrec) est un village de l'est du Monténégro, dans la municipalité de Podgorica.

## Démographie

### Évolution historique de la population[1]
| 1948 | 1953 | 1961 | 1971 | 1981 | 1991 | 2003 |
| ---- | ---- | ---- | ---- | ---- | ---- | ---- |
| 171  | 141  | 187  | 190  | 133  | 61   | 37   |